# 霧

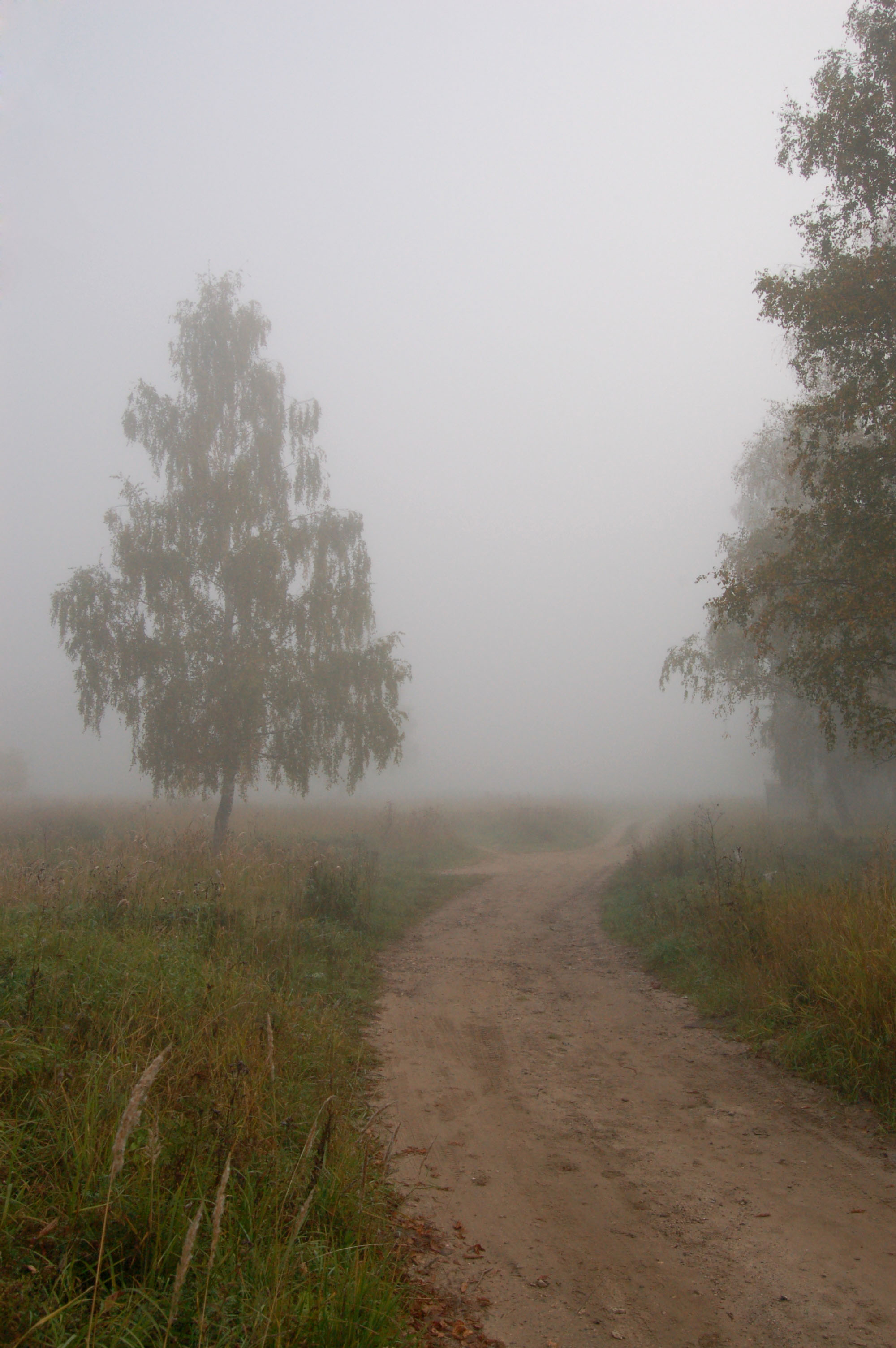
被霧籠罩的鄉間小路（俄羅斯纳羅-福明斯克）

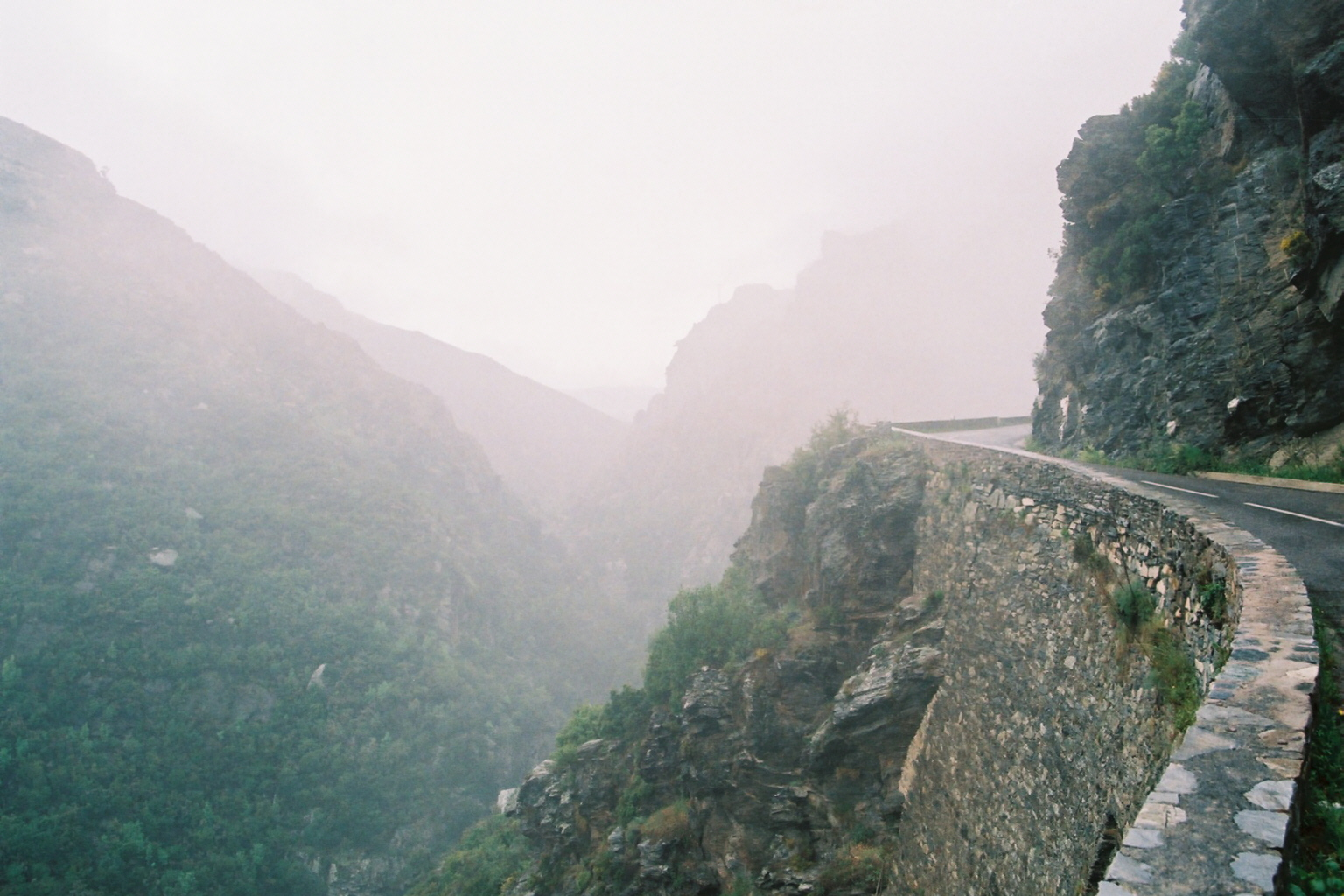
霧中的山路（科西嘉島）

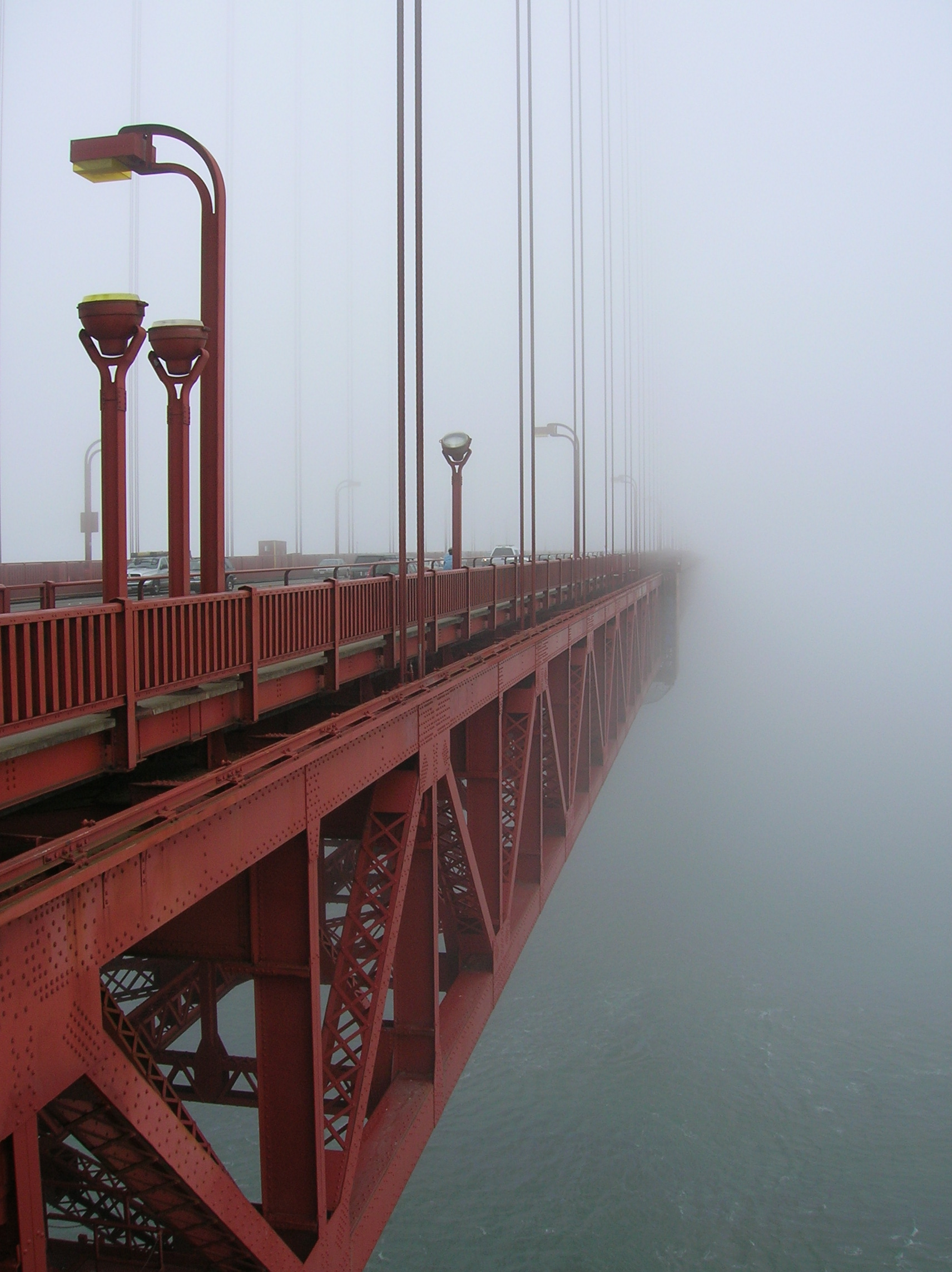
舊金山金門大橋的霧

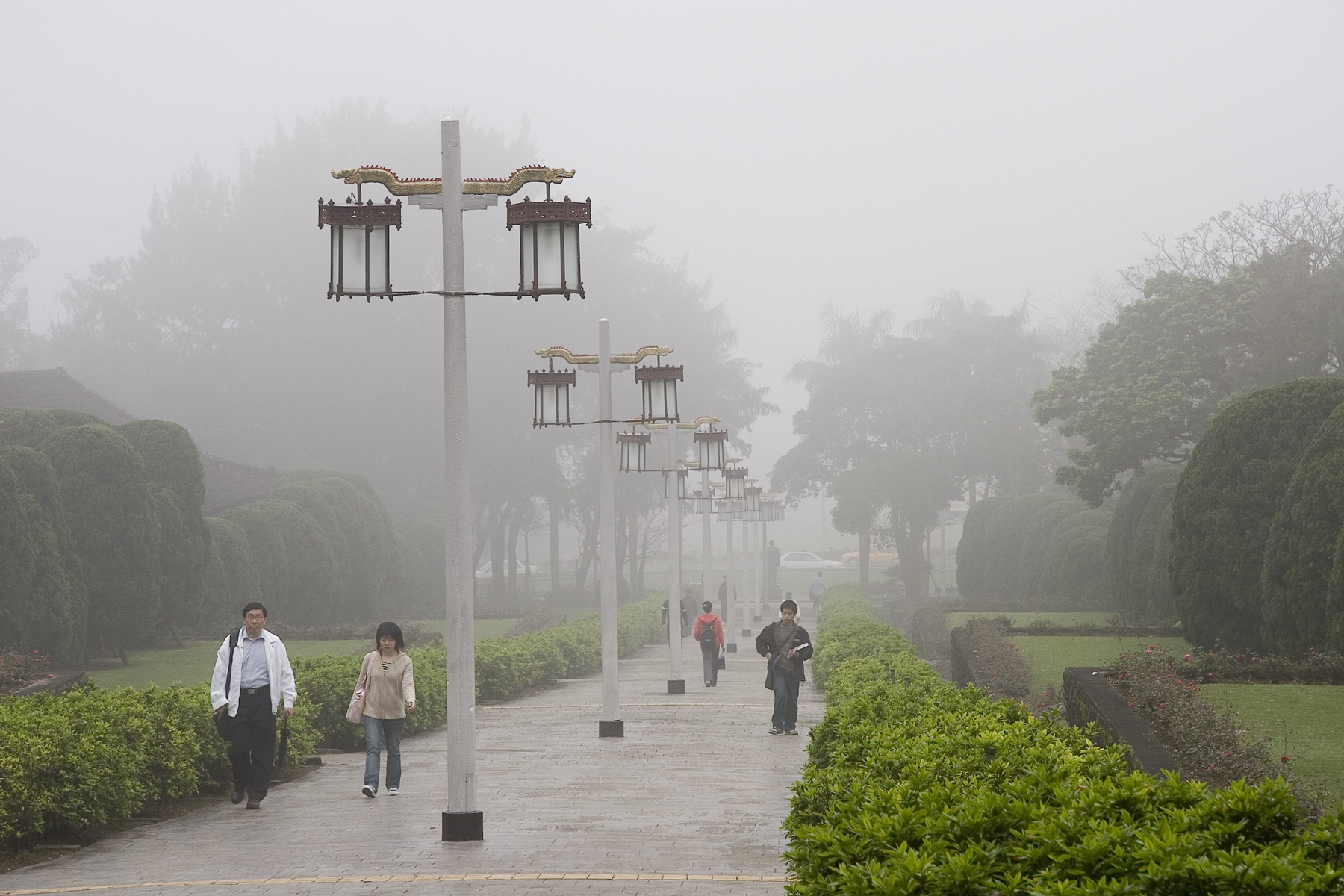
霧，攝於臺灣淡江大學

霧（古文中又稱為雰或靄）在天氣學上，是指在接近地球表面的大气中悬浮的由小水滴或冰晶组成的水汽凝结物，是一种常见的自然现象。雾的小水滴和冰晶由飽和或過飽和空氣中的水凝結形成，和雲相仿。 霧的外觀通常呈半透明、模糊的白色，因此霧能影响能见度，对交通和運輸有很大的影响。霧的出現根据国际上的定义，能见度小于1公里的叫雾（Fog），超过1公里的称为轻雾霭（Mist）。
當气温达到或接近露点温度时，空氣裡的水蒸气才可以凝結生成雾。由於並不是隨時隨地都有可能達到此條件，因此霧的出現和季節、氣候、地形與發生地的地理位置往往有很大的連結。在文化上，許多城市會因為經常起霧而獲得「霧都」或類似的的稱號，例如重慶、東京、青島、倫敦等。
然說霧主要是由液態水所組成，但是霧並不是透明的。霧的可見來自於小水滴中的米氏散射及連帶發生的，他們會使實際上無色的液滴變得可見。

## 霧的特性
雾的本质是水汽凝结物。因此，只要空气温度达到或相当接近露点，空气中的水汽就会凝结而生成雾。当气温高于冰点时，水汽凝结成液滴。当气温低于冰点时，水汽直接凝结为固态的冰晶，比如冰雾。因为露点只受气温和湿度影响，所以雾的形成主要有两个原因：一是空气中的水汽大量增加，使得濕度升高至露點，从而形成雾，比如蒸汽雾和锋面雾；二是气温下降至低于露点而生成雾，比如平流雾和辐射雾。
雾和云的不同在于，云生成于大气的高层，而雾接近地表。
霧和降雨也有關聯。當霧中的小雲滴會開始凝聚，一旦重量增加空氣支持不住。就會產生降水。霧的降水型態通常為毛毛雨或非常小的雪。雲中小水滴凝聚的主要原因可能為霧層遇到地形被抬升或是上下方空氣移動、強制壓縮霧層。當大氣溫度低於冰點時，毛毛雨會結凍，變成冰晶。

## 霧的成因

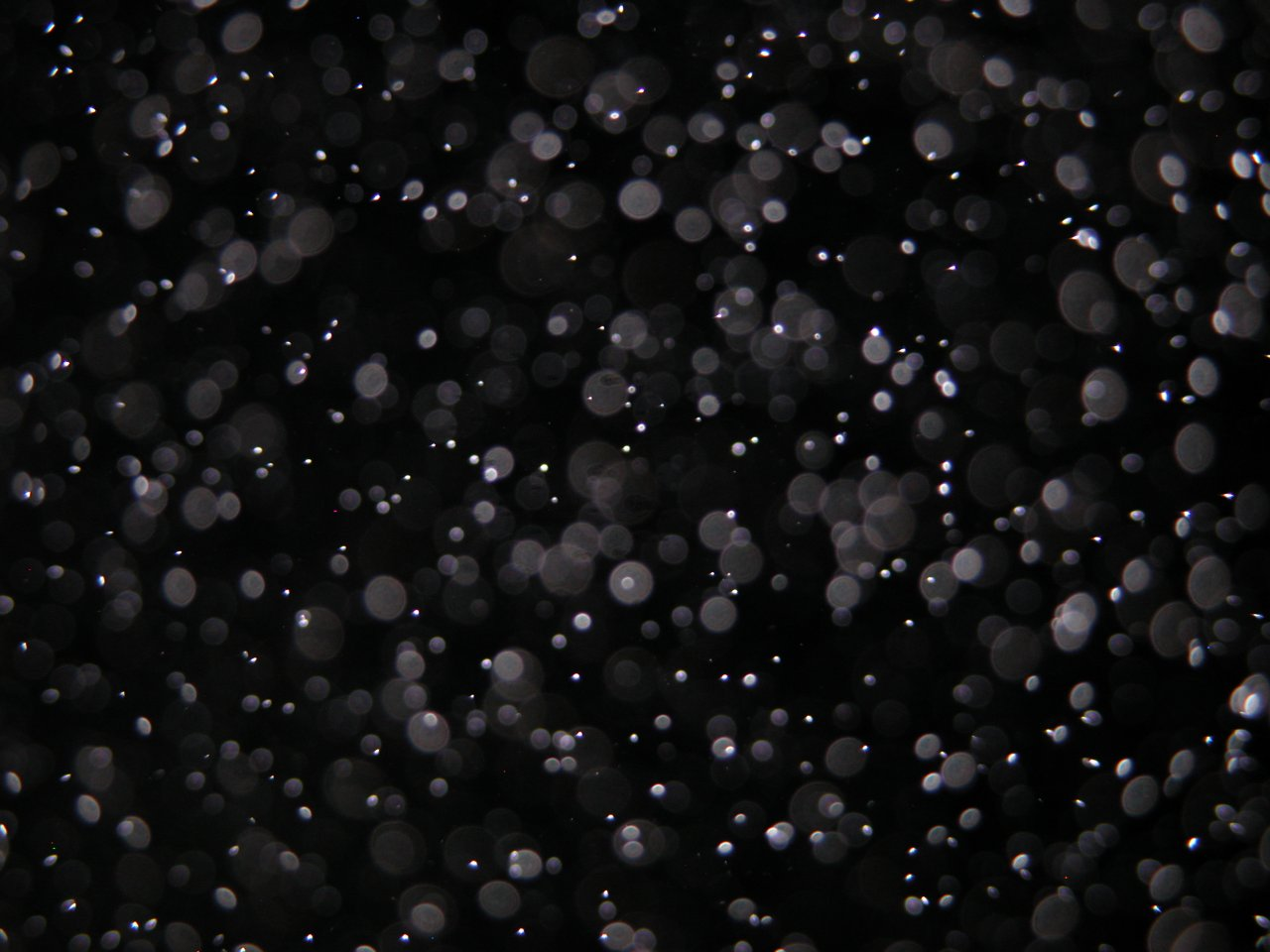
霧中的小水滴──放大來看

霧通常發生在相對溼度接近100％時，有時也有機會在較低濕度時產生。一般霧在當露點溫度與空氣溫度的差異在2°C以下時產生。當溫度條件達到，水蒸氣結成為懸浮在空氣中的微小液態水滴時，如果形成的位置靠近人類生活的地域，就會被稱為霧。
至於一開始水蒸氣為什麼能夠被加入到空氣中，則是霧的科學中相當重要的研究課題。以下是四種水蒸氣產生的例子：
1. 降水或是降落至地面的幡狀雲[9]
2. 因為白天太陽加熱，從海洋，湖泊或水體蒸發出來的水[10]
3. 植物的蒸散作用[11]
4. 冷空氣或乾空氣移動到溫暖水域上空[12]

水蒸氣通常開始凝結在凝結核上，例如灰塵、冰晶和空氣中的鹽，以形成雲和霧。與層雲一樣，霧是一個穩定的雲層。

## 分類

### 輻射霧
輻射霧是指由於熱能經輻射散失，使溫度下降，水氣達到飽和所形成的霧；輻射霧依水氣飽和位置的高低，主要分為低霧及大陸高逆溫霧二個，依照形成所需的特殊地形分類，又可以分出谷霧一種。值得注意的是雖然輻射霧都形成在陸地上，但是因為通常發生的時間都在很早的清晨，如果與海風混和，還是可以被吹到海上。

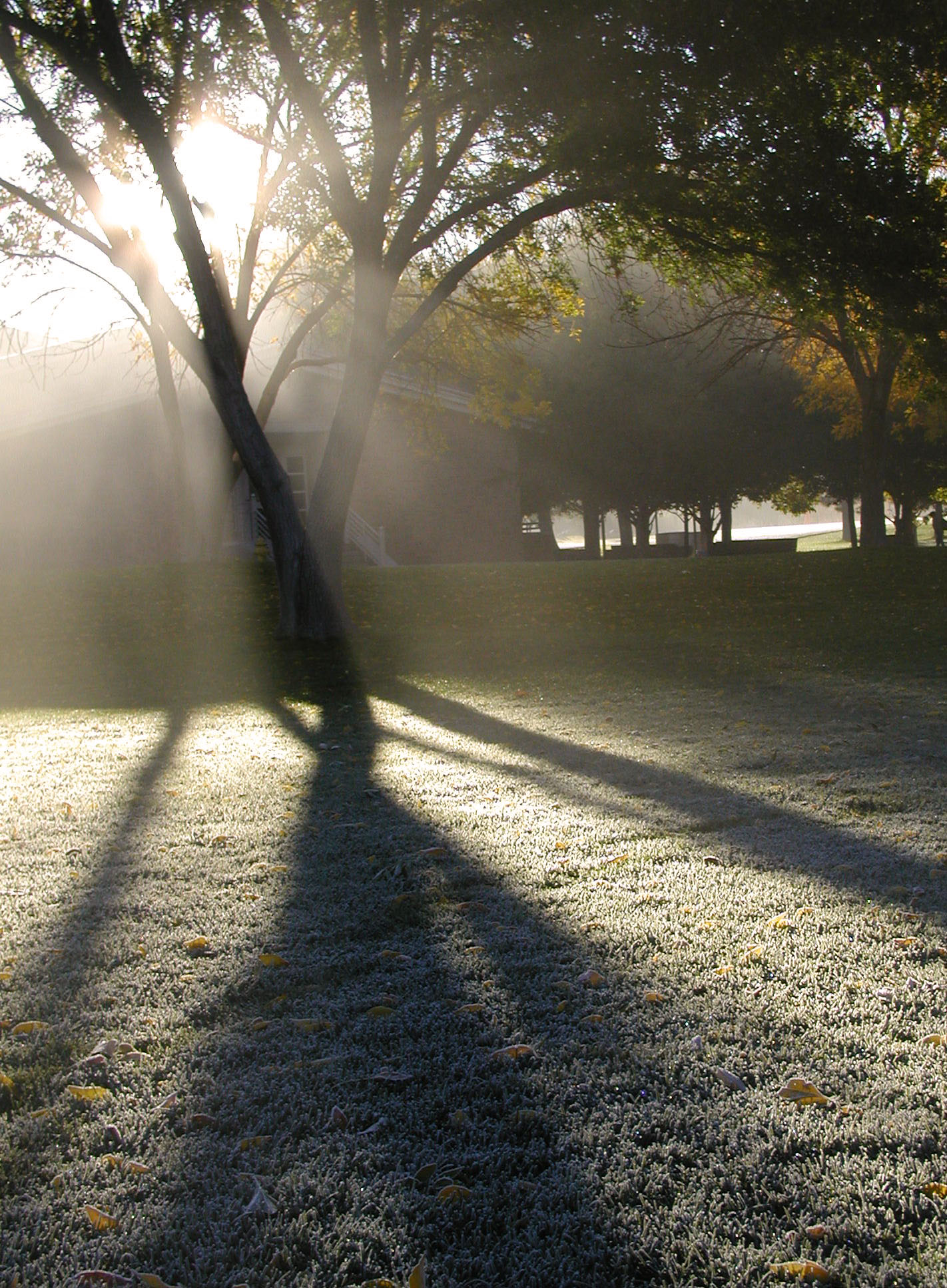
阿布奎基市冬天早晨的低霧

#### 低霧
低霧是指輻射冷卻發生在地表附近所產生的霧。在風力微弱的夜晚，比熱較大的地面溫度會比比熱較小的大氣高，因此，地面會開始以紅外線的形式將能量向外散發，地面溫度開始下降。此時，靠近地面的空氣會受影響而冷卻，易發生逆溫。這種逆溫會增加大氣穩定度，抑制原本當天本來就很小的對流和亂流，讓變冷的大氣停留在原地繼續下降溫度，最後達到露點，起霧。
天氣是低霧是否能形成的重要關鍵。如果風力太大，會造成對流，導致低溫無法積蓄在下層空氣；如果風力太小，又無法攪拌空氣使起霧區下延至地面，最後只能形成雲。每秒2到3公尺的微風最容易產生低霧。低霧通常不過三、四十公尺的厚度，當日出後，有機會看到後面的藍天。日常生活來說，既然空氣一定的穩定度是低霧的產生必要條件，也就代表霧會是好天氣的預兆。一般來說，輻射霧大都發生在冬天或是雨後出晴地面濕溽的早晨，一旦太陽升高，地面受熱，就會化解低霧。

#### 大陸高逆溫霧
冬季時，如果有一層冷濕空氣（通常不足200公尺）陷入四周有丘陵的低地，即可有機會發生大陸高逆溫霧。假定有一層穩定的暖空氣，經久停留在滯留冷氣丘的上空，輻射冷卻延長，一夜又一夜，高逆溫霧底部的空氣終於到達飽和，向下伸展到地面，就會形成大陸高逆溫霧。大陸高逆溫霧通常在日間會被抬高，轉變為層雲，等到夜晚，冷卻又發生時，又會很快擴散回地面。

#### 谷霧
山谷地區因為地形框架限制，容易阻擋陽光對地面的加熱及使霧消散的氣流。當山地區出現輻射霧，就會形成谷霧。谷霧的厚度往往達數百公尺。谷霧可以持續數天。

### 海岸高逆溫霧
海岸高逆溫霧是因為逆溫層底的雲因為輻射冷卻而擴展至地面形成的霧。在台灣西北部，海岸高逆溫霧常在初春時節形成。

### 平流霧
平流霧的起源來自於以下三階段：
1. 暖濕空氣在寒冷的表面上平流，
2. 此寒冷表面使流動的空氣冷卻，
3. 渦流混合使此飽和空氣的霧滴伸展至相當高度。

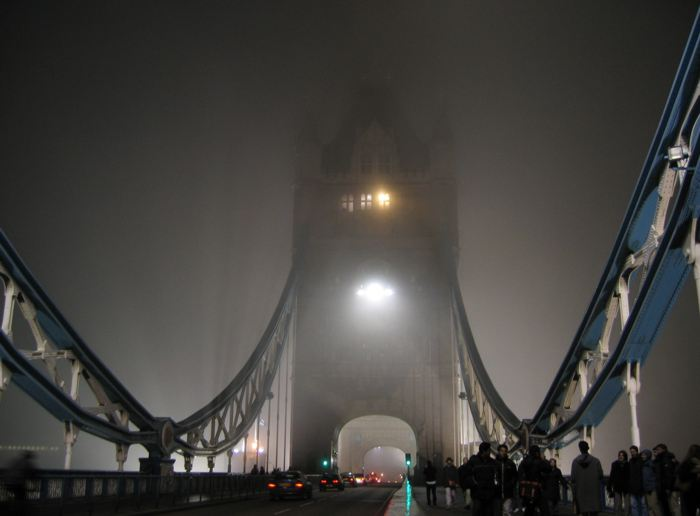
倫敦塔橋入夜後的霧氣

當暖濕空氣平流流經較冷表面，因為接觸而冷卻，再加上相當強的渦流混合，使很厚一層空氣冷卻，還把霧滴帶到相當高度，就會形成平流霧。平流霧和低霧形成位置都非常靠近地表，最大的不同點在於：平流霧的頂層冷卻最顯著，所以霧會比較濃。
平流霧一定和相當強的風結伴，如果霧已經生成，則風速越大，霧也越濃。平流霧不分晝夜，大多在多雲天氣生成。平流霧都很厚，有時甚至可達數百米厚度，雲幕能見度可降至零。平流霧可持續較長時間，除非風向轉變或停止才會消散；平流霧不分季節時間都能發生── 平流霧無論是夏季暖空氣流至海面或是冬季冷濕空氣流到陸上都能成霧──一般上，因為氣候因素，平流霧在冬末春初夜間特別容易生成。
平流霧在某一特定地點的生成通常相當規律、可以預測。生活上，因此常把平流霧再細分出海霧（如果在較不嚴謹的場合，海霧除了平流霧外也可以泛稱所有海邊的霧）、季風霧、濕霧等類別；當有暖濕空氣經過冷水面，下層空氣冷至露點易產生海霧。季風霧多發生於夏季，當大陸炎熱時，附近海洋則較涼爽，大陸暖氣團流入海上時，下層冷卻，產生季風霧。濕霧為熱帶氣流北上時，行經寒冷地面，下層冷卻，凝結成霧，多見於冬末春初。

### 平流輻射霧
平流輻射霧是兼備輻射霧與平流霧性質的霧。平流輻射霧的形成過程中，一開始主要由平流作用供應水汽，入夜後，因地面輻射冷卻再生成霧。平流輻射霧一般是最常見濃霧的發生原因，平流輻射霧尤其多產於沿海陸地，如嘉南平原及山東半島。

### 升坡霧

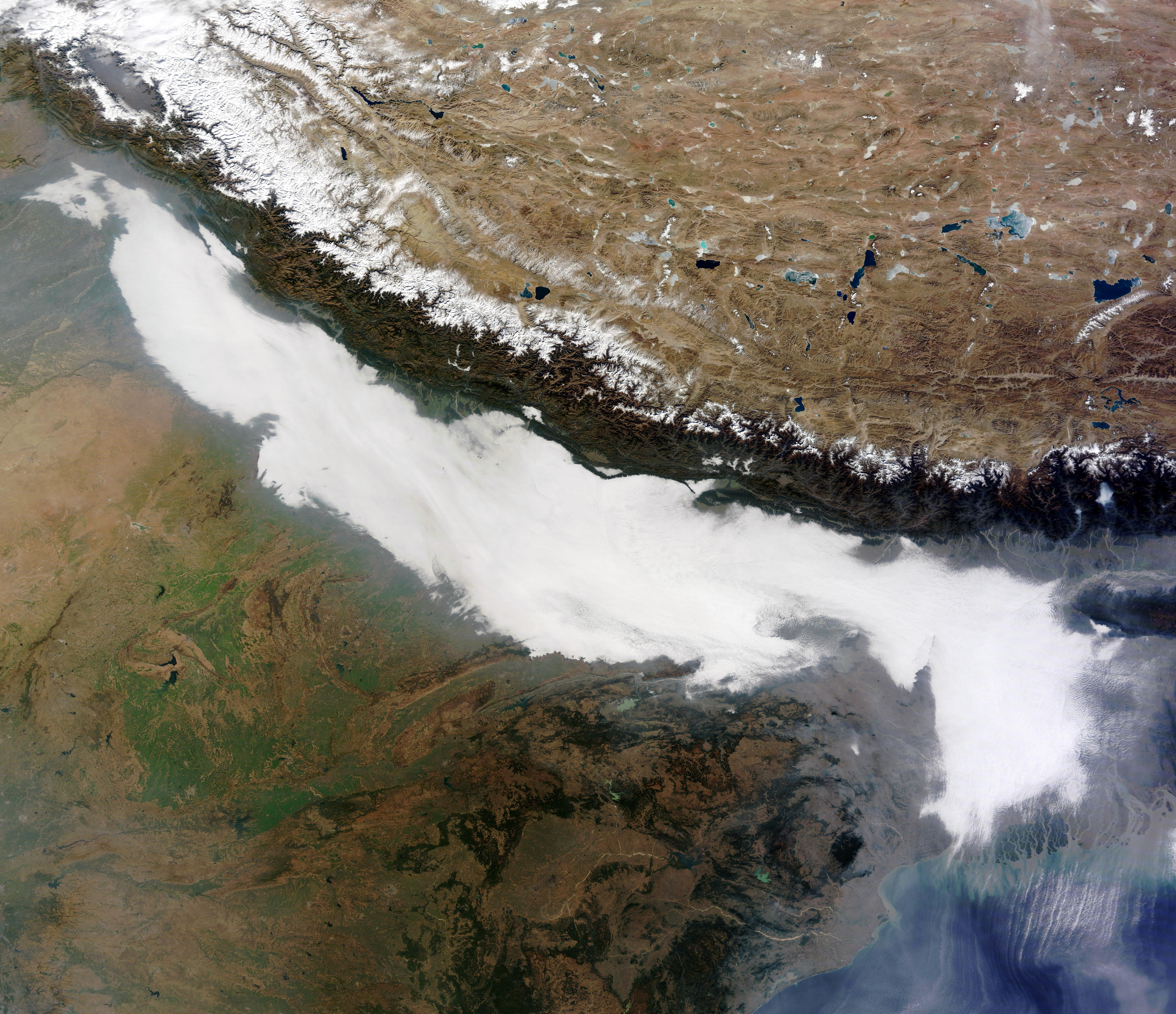
西藏邊境，喜馬拉雅山脈形成的的升坡霧

升坡霧是指因為地形使冷空氣抬升，因絕熱膨脹而冷凝而產生的霧（上坡霧也因此又升為膨脹霧）。一般而言，推動氣塊的風越大，霧就越濃。升坡霧常見於世界範圍內濱海的山區或丘陵地，高度一般在300公尺以下，但也有較高的例子。上坡霧在平地上看起來就是雲；在山裡、霧中，則容易看見毛毛雨或是輕雪。升坡霧不太會造成低能見度的情況，即便一時有較濃的霧塊通過，也會因為風很快就會被帶走，不易造成人類活動困擾。

### 蒸氣霧

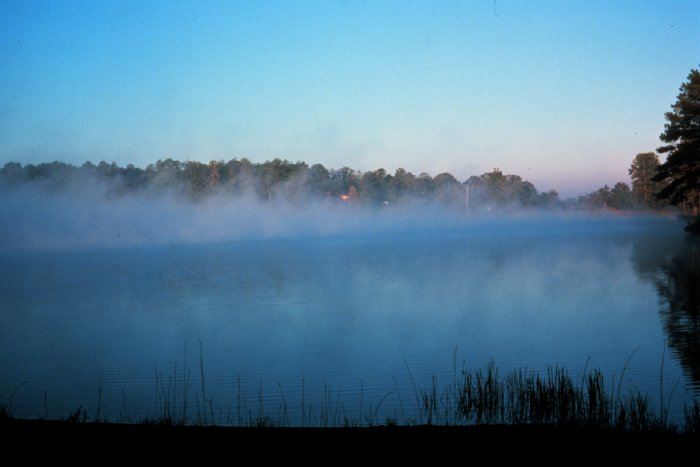
清晨時湖面霧氣彌漫，但天空仍然明朗

蒸氣霧是指在水面上空，水蒸氣因為蒸發作用源源不絕供應，造成飽和所形成的霧。蒸氣霧常發於水面水氣壓高的時地，例如夏季清晨或極地。蒸氣霧和晚秋及早冬時的大型湖泊旁的大湖降雪效應及大湖降雨效應有密切關係；此時的蒸氣霧通常會並成凍霧或白霜。

### 長程氣流移動形成的霧
- 鋒面霧：鋒面附近的空氣裡的水滴或雪等降水粒子向下降至雲層以下，並使水點蒸發為水蒸氣，當水蒸氣在露點凝固後發生冷凝現象而生成鋒面霧，氣溫下降而導致空氣飽和時亦會生成。鋒面霧最常發生於錮囚氣旋與暖鋒接近中心處，寬度一般不超過100公里，大多數出現於暖鋒前，並隨暖鋒推移。由於鋒面霧常發生在冷暖空氣交界附近，隨鋒面降雨而升，因此又被稱為降水霧或雨霧(Drizzling Fog)。[22]
- 熱帶空氣霧：指熱帶地區空氣流向高緯度，一路上受冷於地面所形成的霧。[16]

### 寒冷地區的霧
- 低溫霧：極區人類活動、釋出大量凝結核所形成的霧。低溫霧常在高緯度人類聚落周圍久不消散[16]。
- 冰霧：當任何類型的霧氣裡的水點被冷凝為冰片時便會生成冰霧。通常需要溫度低於凝固点時亦會生成，所以常見於南北極。

- 凍霧：當霧裡的水點在物體表面凝固時生成白霜，這時的霧景被稱為凍霧，常見於雲層底部的山頂。

## 霧的觀察
霧的觀察可以參考各種參數，並通過各種方法來完成。不過一般來說，霧的觀察主要會針對以下的量：
1. 霧的頻率
2. 發生時間
3. 持續時間
4. 可見度
5. 霧的垂直和水平範圍。

## 霧的影響
霧會降低能見度，在極劣的情形下，甚至會使能見度降到幾公尺，對於人類生活有莫大不方便。雖然部份交通工具因為使用雷達而不受影響，但大部份車輛均會在大霧時慢駛並使用更多光線照明。馬路上的霧特別危險，很容易釀成意外。而霧亦會對飛機起降造成影響，在機場興建前的選址就會將是否易起霧列為考慮因素之一。機場啟用之後，機場管理者通常要採取措施來驅散霧氣，或是提高機場的助導航設施及航管標準，以盡量降低影響。

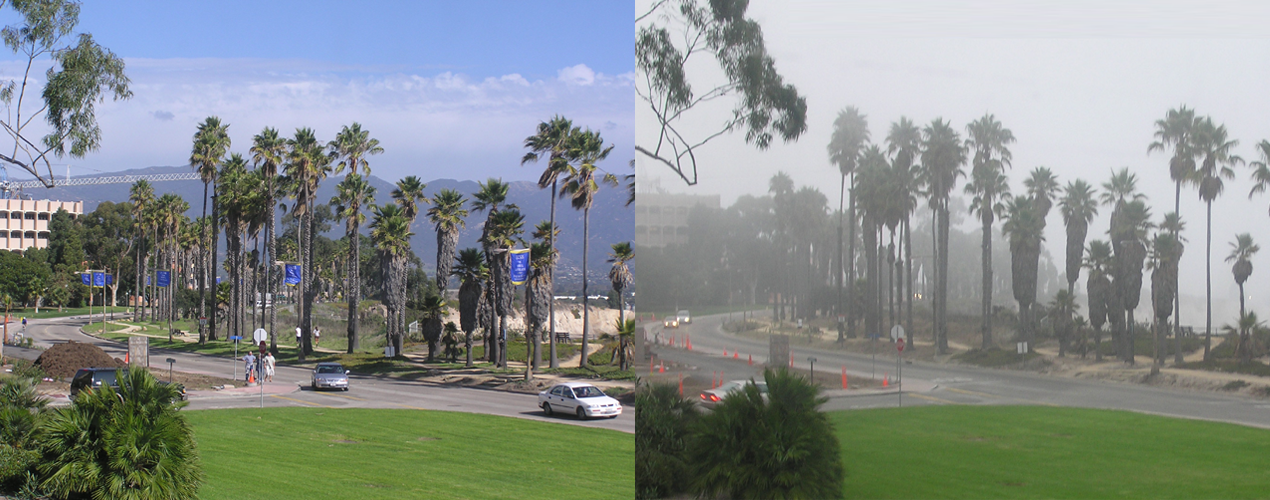
霧氣降低能見度——有霧的日子（右）與晴朗的日子（左）的比較

## 地理與時間分布

### 中國大陸
中國大陸的霧，以地理來說，長江以南流行春季霧；東北地區常出現夏季霧；漢水流域、陝西流行秋季霧；冬季霧常見於華北地區及新疆北部。封閉地形區例如四川盆地、重慶、雲南終年均有發生霧的可能，但以秋冬季霧較多。中國大陸發生的霧以輻射霧為主，所以秋冬季大霧發生的機會較大。

### 中國海域
中國海域以南海的能見度最好，向北逐漸變壞。主要霧區為自東京灣經台灣海域向北到渤海形成一狹長帶，尤間以黃海的霧出現最頻仍。中國海域的霧有一明顯的季節特性──高頻區自冬季至夏季逐漸移向北方；冬末春初，發霧頻率最高的中心在舟山群島。該地一二月份的起霧機率約為5%，三月則為12%。舟山群島的霧會一路向北伸展到長江江口；這個季節是江浙地區霧最多的季節，而偏南的華南沿海反之霧較少。時至五月，舟山群島的霧會向北覆蓋黃海全區。六月，一般來說中國海域的霧會繼續北漂，至七月時霧區中心會到山東的青島（這也是為什麼青島以起霧著名，夏季該地起霧機率可達20%），霧區北界會接到朝鮮半島。中國海域的起霧要到八月左右才會幾乎消散，直到十一月底左右才回重新重啟循環。

### 台灣

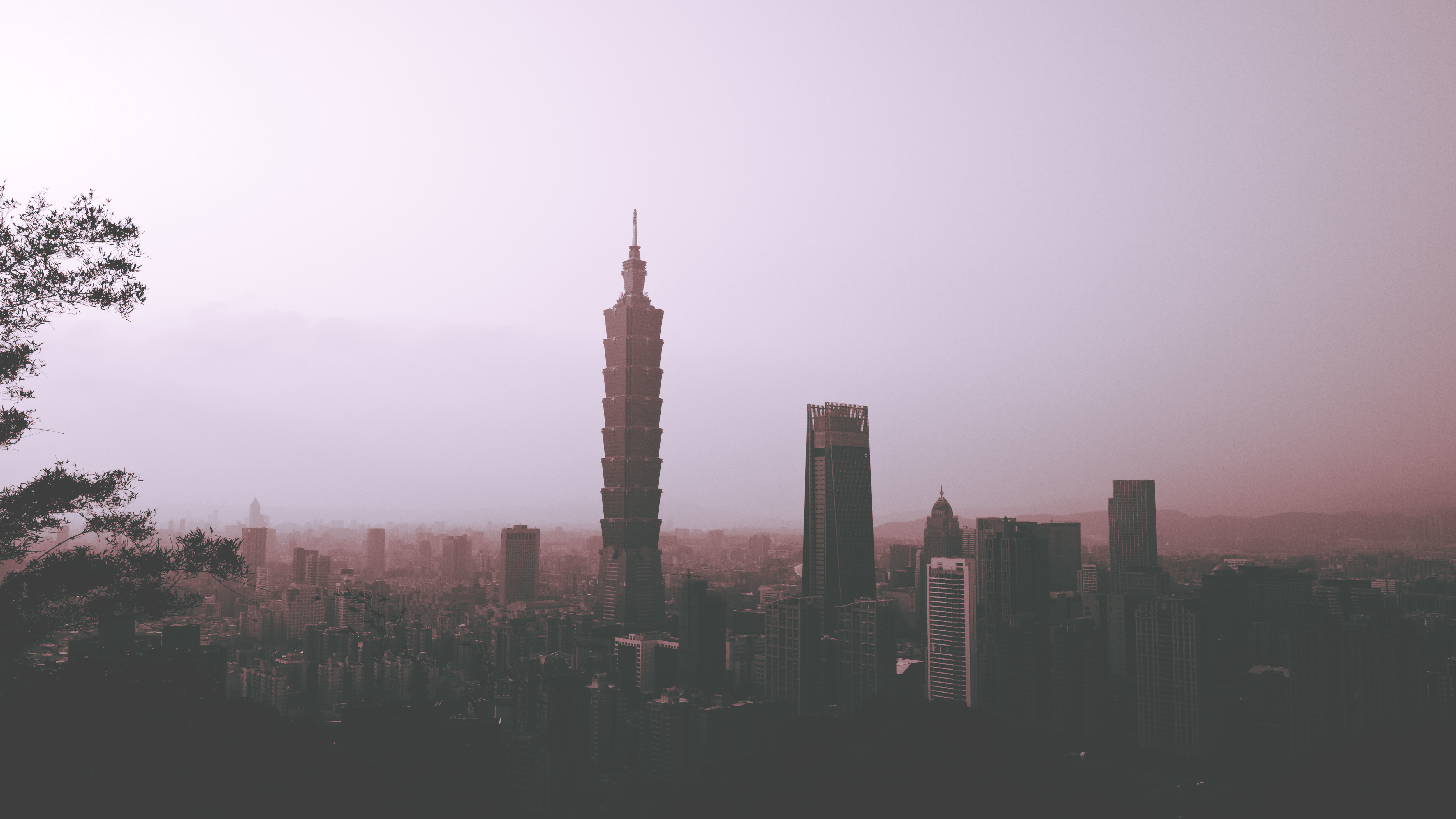
被霧籠罩的台北市

台灣的起霧情形主要以東、西部為分別。西部地區的霧多發生於微風、冬春季節的清晨，尤其是二到四月發生濃霧（能見度200公尺以下）最多；而東台灣（尤指蘇澳至恆春）則幾乎不起霧。細分來說，北部地區的霧主要以輻射霧為主，常發生於春天有微風的清晨6到7時；尤其臺北由於位在盆地中心，氣流微弱，有山谷霧效應加成，年均霧日數可達87.2天。中部地區的霧，輻射霧及平流輻射霧約各佔五成。南部地區的霧常起於冬春之際的早上8點前後，以輻射霧為主，因此尤其在廣大的平原地帶更為明顯；雖然如此，讓人印象深刻的南部大霧通常都還是伴隨平流作用的平流輻射霧。東部地區因為東方有黑潮暖流，東來氣流的降溫情況較不顯著，故歷年來皆不常起霧；仔細探究的話，由於東部主要居落都濱海，因此海陸風在霧的形成機制和時間上扮演了很重要的角色。
澎湖地區的霧，以輻射霧為主，然因海上風大，通常不能久存。金門、馬祖地區由於比鄰中國大陸，因此起霧型態受福建地區影響很大，該地嚴重的持續性大濃霧主要都是平流輻射霧。
此外，針對東西部霧的不平等現象，台灣學者俞家忠曾提出，台灣西部霧源比東部多的原因可能是：
1. 缺乏黑潮
2. 中央山脈效應
3. 平原遼闊
4. 沿岸多為砂質地面

### 香港
香港的霧季一般由二月開始，直至四五月，西南季候風的來臨結束。由於香港靠海，因此霧主要以平流霧為主。

## 參看條目
- 冰霧
- 薄霧
- 煙霧
- 海霧

## 延伸阅读
[在维基数据编辑]
 《欽定古今圖書集成·曆象彙編·乾象典·霧部》，出自陈梦雷《古今圖書集成》